# Johann Georg Hüngerlin

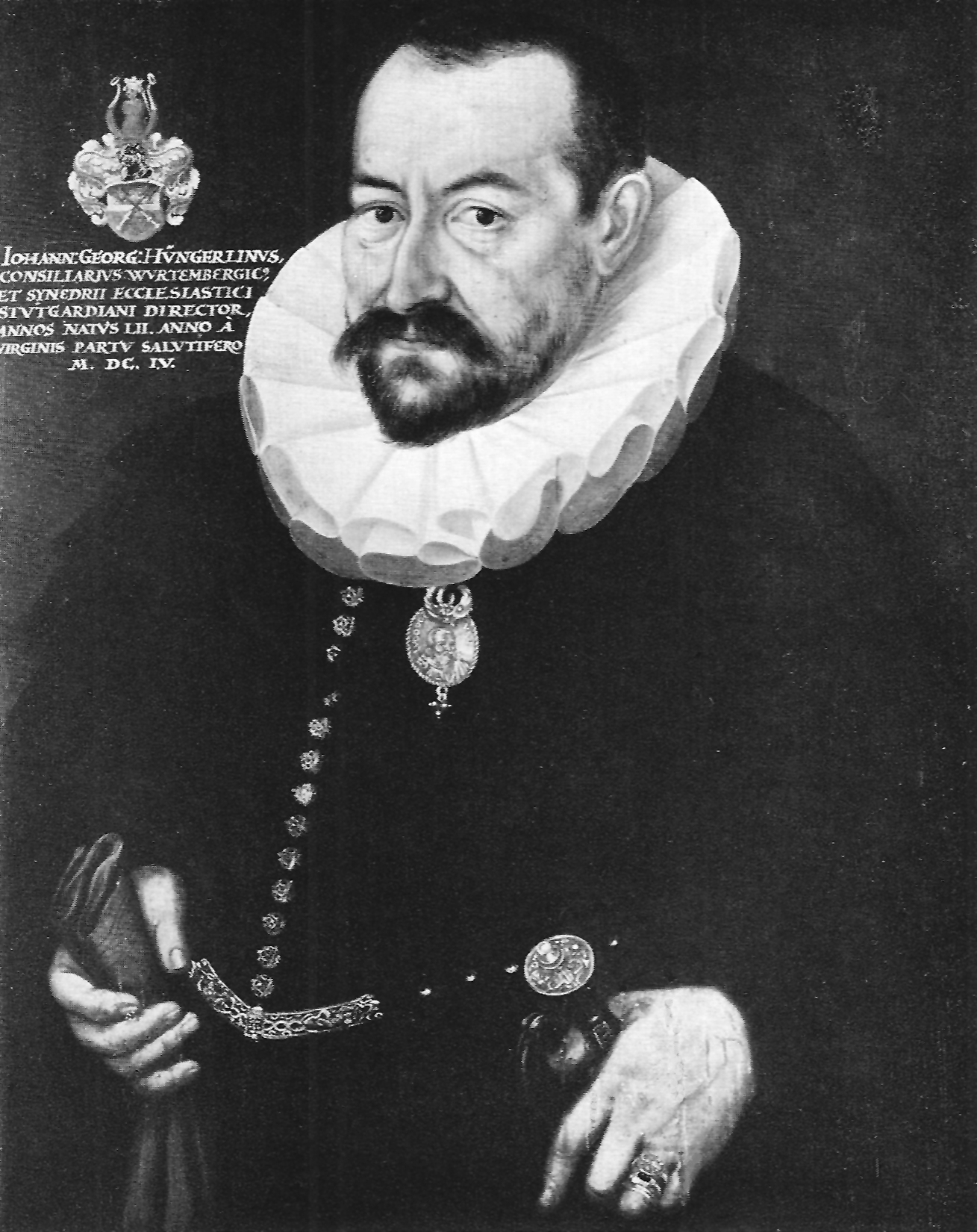
Johann Georg Hüngerlin auf einem Gemälde von Johann Philipp Greter in der Tübinger Professorengalerie, 1604

Johann Georg Hüngerlin (15. April 1551 in Heilbronn; † 18. Dezember 1629 in Stuttgart) war ein württembergischer lutherischer Pfarrer, Kirchenratsdirektor und Professor der Theologie an der Universität Tübingen. Später wurde er in Stuttgart Geheimer Rat und Direktor des Kirchenrats. Laut anderen Quellen war er auch Konsistorialrat und Hofgerichtsbeisitzer.

## Leben
Johann Georg Hüngerlin wurde 1576 auf die Pfarrei von Neckargartach berufen, konnte seine Stelle aber wegen Streitigkeiten zwischen dem Deutschen Orden und der Stadt Heilbronn nicht antreten, da man ihm einen katholischen Vikar zur Seite stellen wollte, was aber nicht geschah.
Er heiratete am 20. November 1576 in Güglingen Regine Dreher und hatte mit ihr eine Tochter, Regine Magdalene Hüngerlin (* 31. Januar 1581 in Güglingen).